# Jean Sorel
Jean Sorel (Marseille, 1934. szeptember 25. –) francia színész.

## Élete és pályafutása
Francia, olasz, spanyol filmekben játszott a legnagyobb rendezőkkel is, így többek között szerepelt Luis Buñuel A nap szépe (1967) és Luchino Visconti A Göncöl nyájas csillagai (1965) című filmjében. Első szerepét a Köpök a sírotokra című Boris Vian regényéből készült filmben játszotta. Emlékezetes volt alakítása (egyebek mellett) a Nápoly négy napja c. olasz filmben is.
1980 után már inkább csak tévében szerepel.

## További információ
- Jean Sorel a PORT.hu-n (magyarul)
- Jean Sorel az Internetes Szinkronadatbázisban (magyarul)
- Jean Sorel az Internet Movie Database-ben (angolul)
- Jean Sorel az AlloCiné weboldalán (franciául)
- Jean Sorel  Profile. famousfix.com. (Hozzáférés: 2023. január 23.)